# Arthur Hind

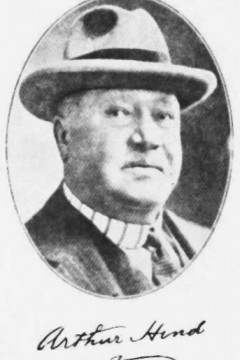
Arthur Hind (1935)

Arthur Hind (* 4. Februar 1856 in Bradford; † 1. März 1933 in Miami) war US-amerikanischer Industrieller und Philatelist.
Hind war Industrieller aus der Textilbranche und trug eine sehr wertvolle Briefmarkensammlung zusammen. Er fing erst richtig mit dem Sammeln an, als er 1890 von England in die USA auswanderte. Er erwarb 1922 den Bordeaux-Brief von Alfred F. Lichtenstein für 7.500 Britische Pfund. Aus der Sammlung von Philipp von Ferrary erwarb er ebenfalls 1922 die einmalige British Guiana 1¢ magenta zum damaligen Rekordpreis für 36.000 $, entspräche heute 581.920,46 $. Seine Witwe veräußerte die Marke 1940 für 40.000 $, was heute 772.672,21 $ entsprechen würde.